# Eilema pilosa
Eilema pilosa là một loài bướm đêm thuộc phân họ Arctiinae, họ Erebidae.